# Yukarıkınık, Göynük
Yukarıkınık là một xã thuộc huyện Göynük, tỉnh Bolu, Thổ Nhĩ Kỳ. Dân số thời điểm năm 2010 là 212 người.